# Зюдштадт (Карлсруэ)
Зюдштадт (нем. Südstadt) — район города Карлсруэ. Расположен в центральной части города. Граничит с городскими районами Остштадт на северо-востоке, Дурлах на юго-востоке, Вайэрфельд-Даммершток на юге, Зюдвестштадт на западе, Инненштадт-Вест на северо-западе и Инненштадт-Ост на севере.

## История
После торжественного открытия первого вокзала города Карлсруэ, которое состоялось 1 апреля 1843 года, на территории бывшего Аугартена (Augärten) было сформировано поселение железнодорожников. 13 марта 1857 года был представлен план развития города, который предусматривал расширение железнодорожного поселения. В связи с этим первые квартиры рабочих были сооружены в 1858 году и в 1860 году уже была закончена первая улица в так называемой «вокзальной части» («Bahnhofsviertel»). С 1849 по 1997 годы здесь находилось ремонтное предприятие Баденской государственной дороги, позднее федеральной железной дороги. 28 апреля 1887 года был заложен первый камень Йоханнискирхе (Johanniskirche), первой церкви в районе Зюдштадт. Она проектировалась архитектором Людвигом Димером и была торжественно открыта 2 года спустя, 1 апреля 1889 года. В 1891 году было проведено первое богослужение в новой построенной католической церкви Девы Марии, которая была освящена 16 октября 1892 года. Во время Второй мировой войны Йоханнискирхе была разрушена и восстанавливалась вплоть до 1950 года.
Часть города на территории современного района была отрезана вокзальными путями, так как имелись только 3 железнодорожных переезда, которые большую часть времени были закрыты из-за растущей интенсивности движения. Планы строительства туннеля были отвергнуты из-за слишком высокой стоимости проекта, и построен мост, но из-за его крутизны конные повозки не могли пересекать этот мост. Так как интенсивность движения продолжала увеличиваться, назрела необходимость увеличения железнодорожных путей. Наконец в 1913 году вокзал был перенесён на новое место, где сегодня находится Главный вокзал Карлсруэ. На месте снесённого бывшего вокзала сегодня находятся Баденский государственный театр и земельная почтовая дирекция в Карлсруэ. Наряду с транспортными проблемами имелись и жилищные проблемы. Условия проживания в бедных многоквартирных домах были на низком уровне. Люди жили в перенаселенных помещениях. В 1897 году в наличии на каждого имелась жилая площадь только 16  м² на человека, в то время, когда в остальном городе было доступно 30 кв.м..

## Образ улиц

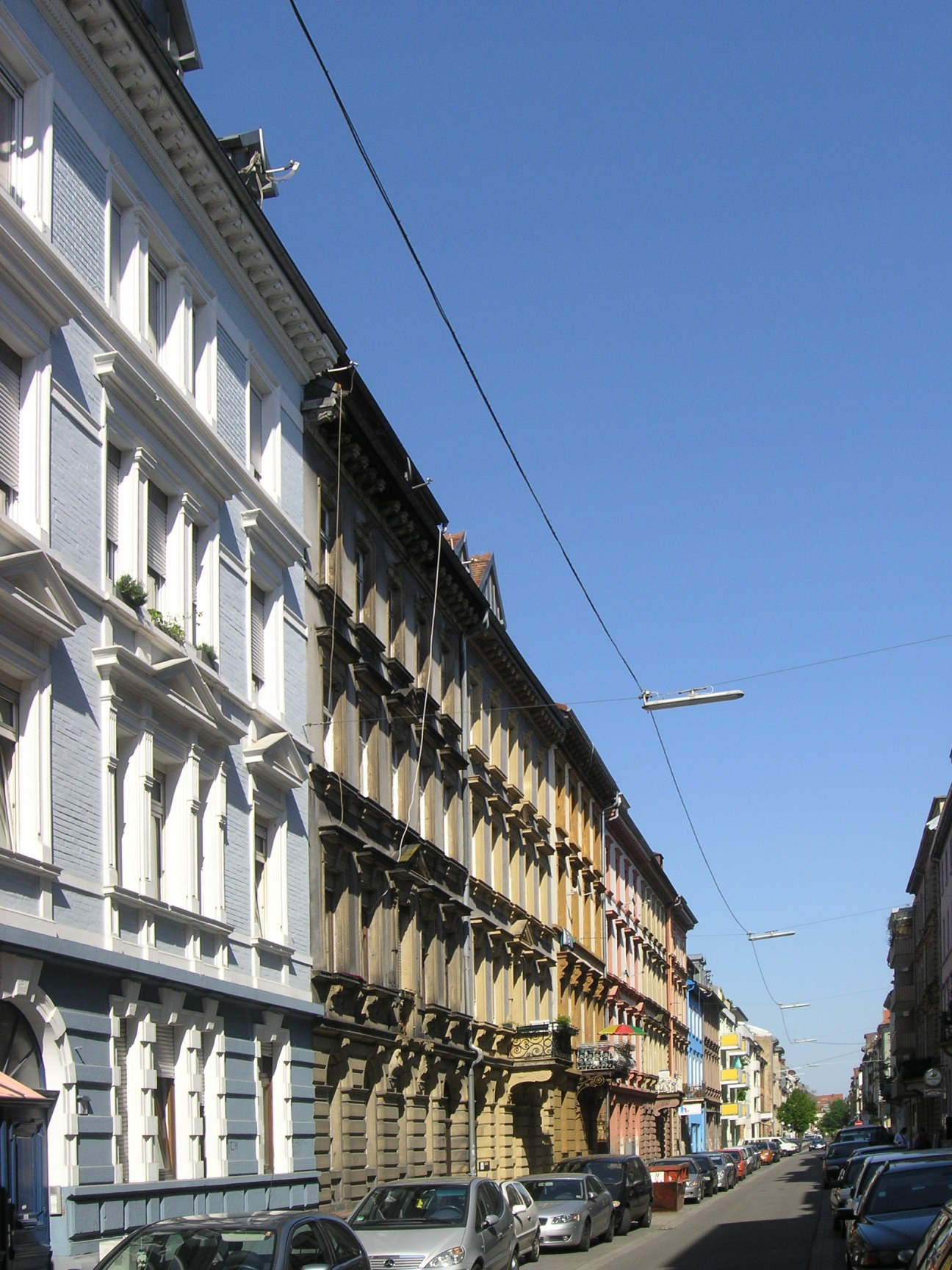
Шютценштрассе (Schützenstraße)

Средняя часть района состоит из узких улиц с многоквартирными домами, заселёнными населением принадлежащим к разным культурам с различными кухнями разных народов. Центром является Вердерплнац, названная в честь прусского генерала Августа фон Вердера.
В западной части района расположены городской парк и зоологический сад. На Эттлингер штрассе (Ettlinger) находятся несколько коммерческих зданий, в том числе отель Best Western и дом моды Mona Versand в высотном здании 1960 года постройки. В улице Мариенштрассе находится кинотеатр «Schauburg». Раньше в здании размещался знаменитый театр «Аполлон» до тех пор, пока он в 20-м веке не был преобразован в кинотеатр.
В восточной части района ещё до 1997 года находилось грузовое депо (железнодорожная товарная станция) и ремонтное предприятие Карлсруэ. С 2004 здесь возник микрорайон с новостройками и Сити-парком.

## Сити-парк

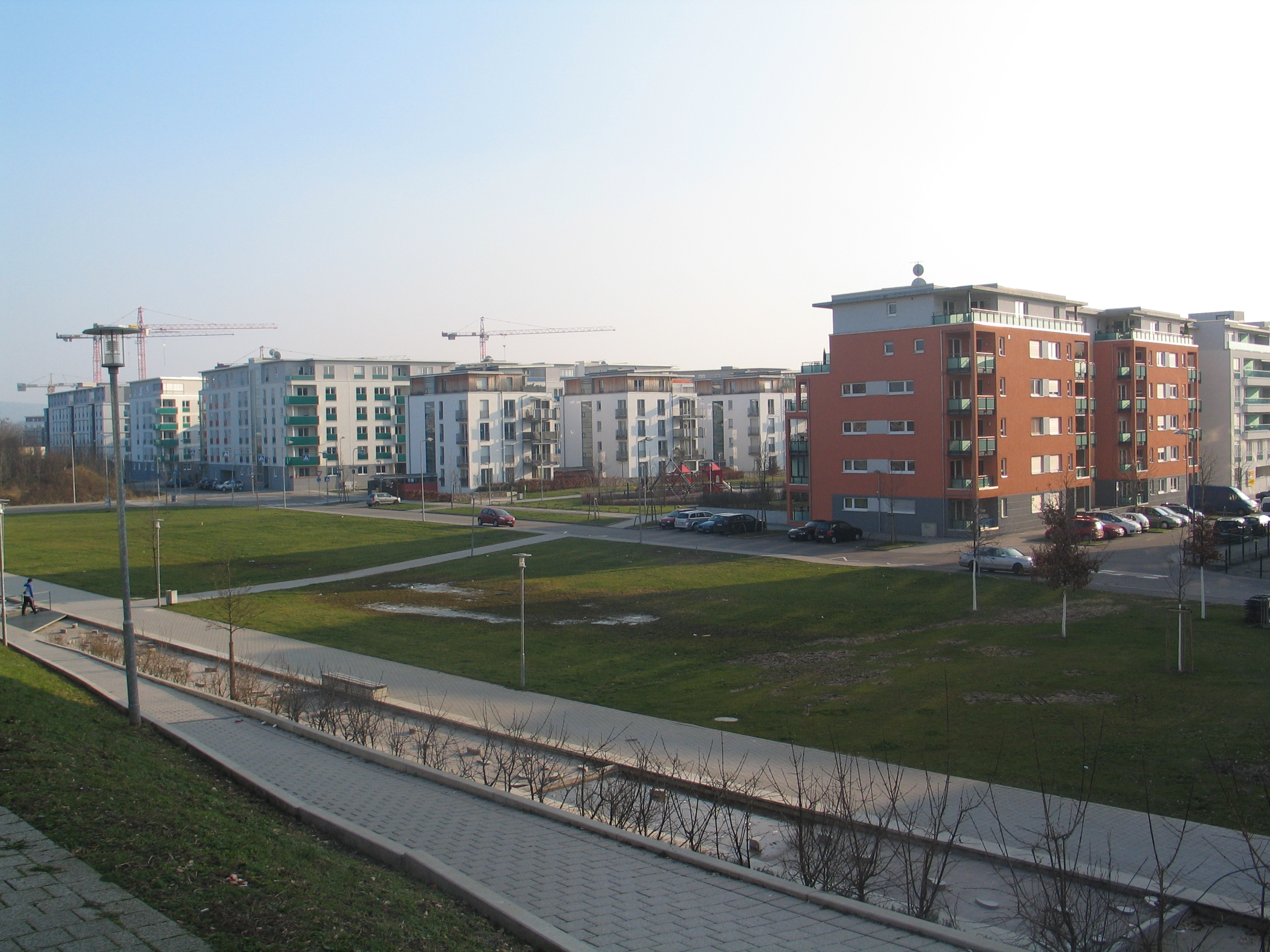
Новостройки Сити-парка

После закрытия ремонтной мастерской освободились 335 200 квадратных метров земли. На этих освободившихся площадях был заложен новый городской квартал, называемый «Сити парк». До 2017 года планируется сдать в эксплуатацию около 2800 квартир.
Наряду с этим к области Сити-парка принадлежит уже существующий и расширяющийся Остауэпарк, где в ещё 1877 году была построена водонапорная башня, а также столовая ремонтного предприятия, которая и сегодня используется гражданскими обществами Зюдштадта для различных мероприятий. С завершением проекта в 2017 году в Сити-парке будет построено трамвайное сообщение, детский сад и начальная школа. К 2020 году будет предусмотрено жилых площадей примерно для 6.000 человек.
Проект городского строительства был удостоен награды «От чертежной доски до железнодорожного полотна — Наиболее практичное градостроительство на дорожных площадях» («Vom Reißbrett aufs Gleisbett — Best Practices städtebaulicher Entwicklungen auf Bahnflächen»).

## Достопримечательности

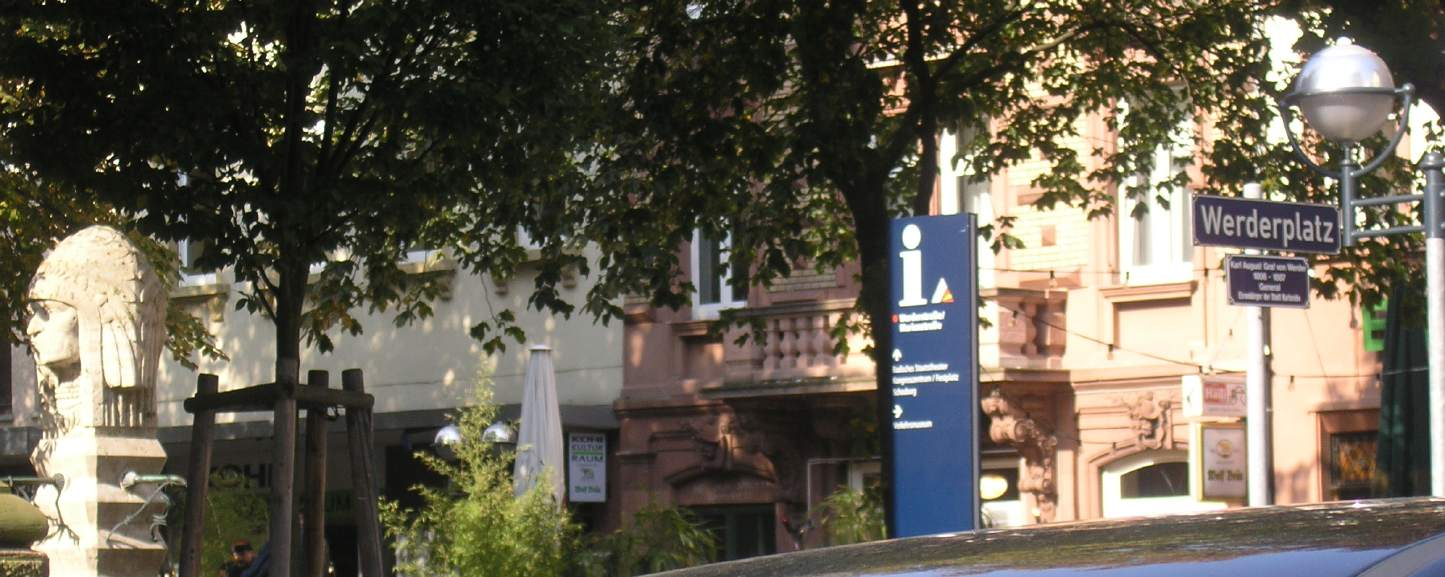
Indianer-Brunnen на Вердерплац
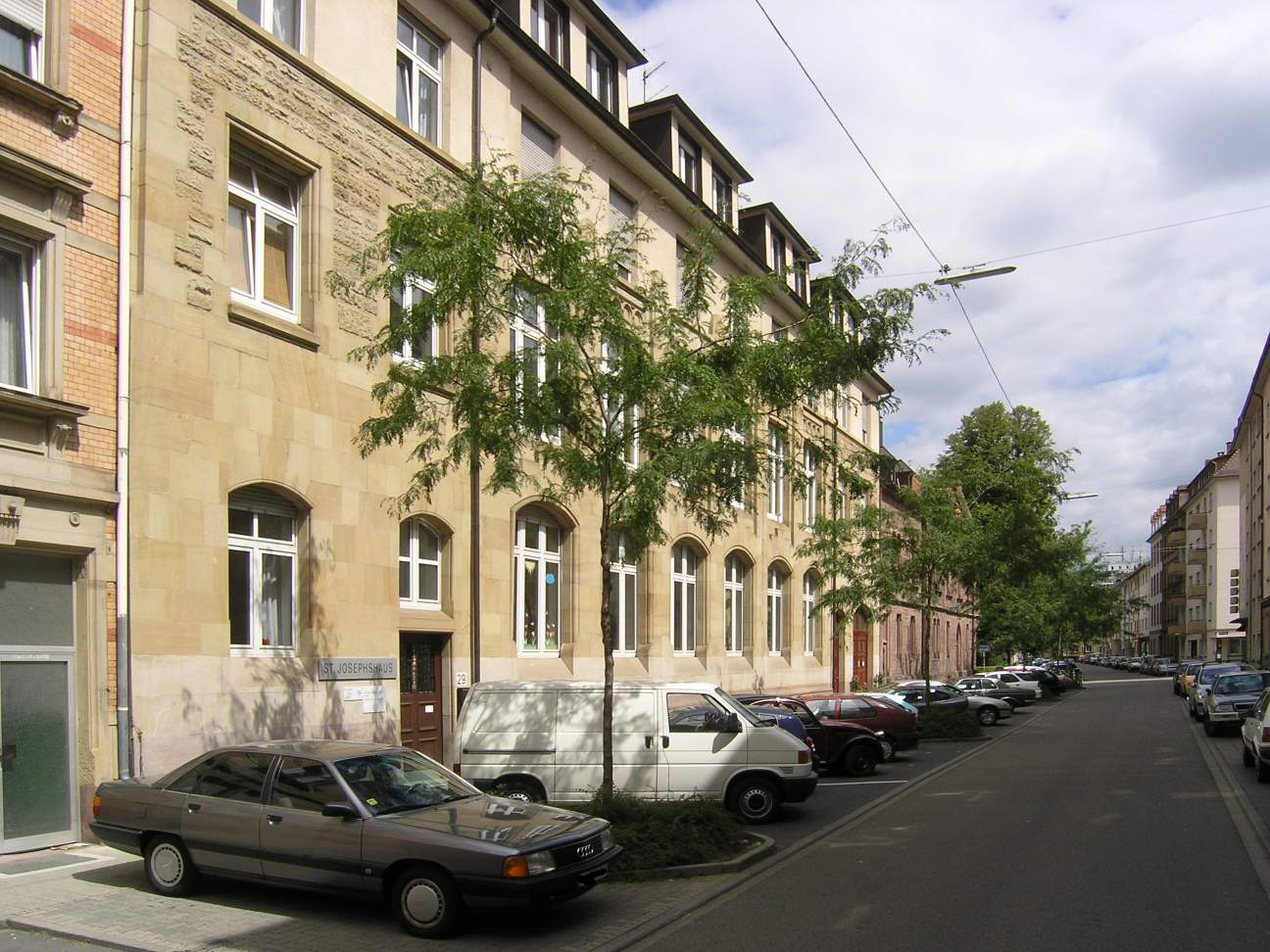
Винтерштрассе (Winterstraße)
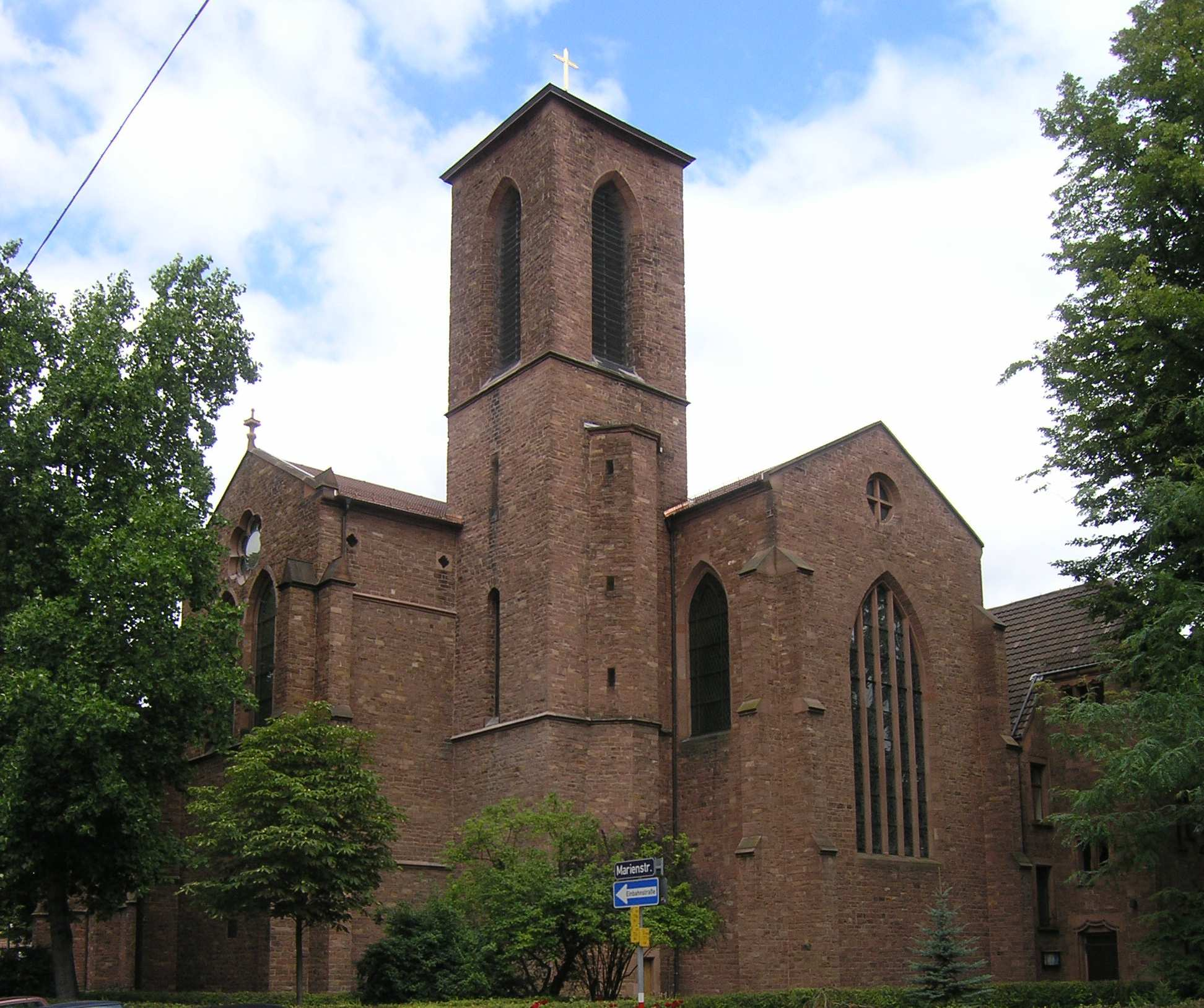
Католическая церковь Богоматери (Unsere Liebe Frau)
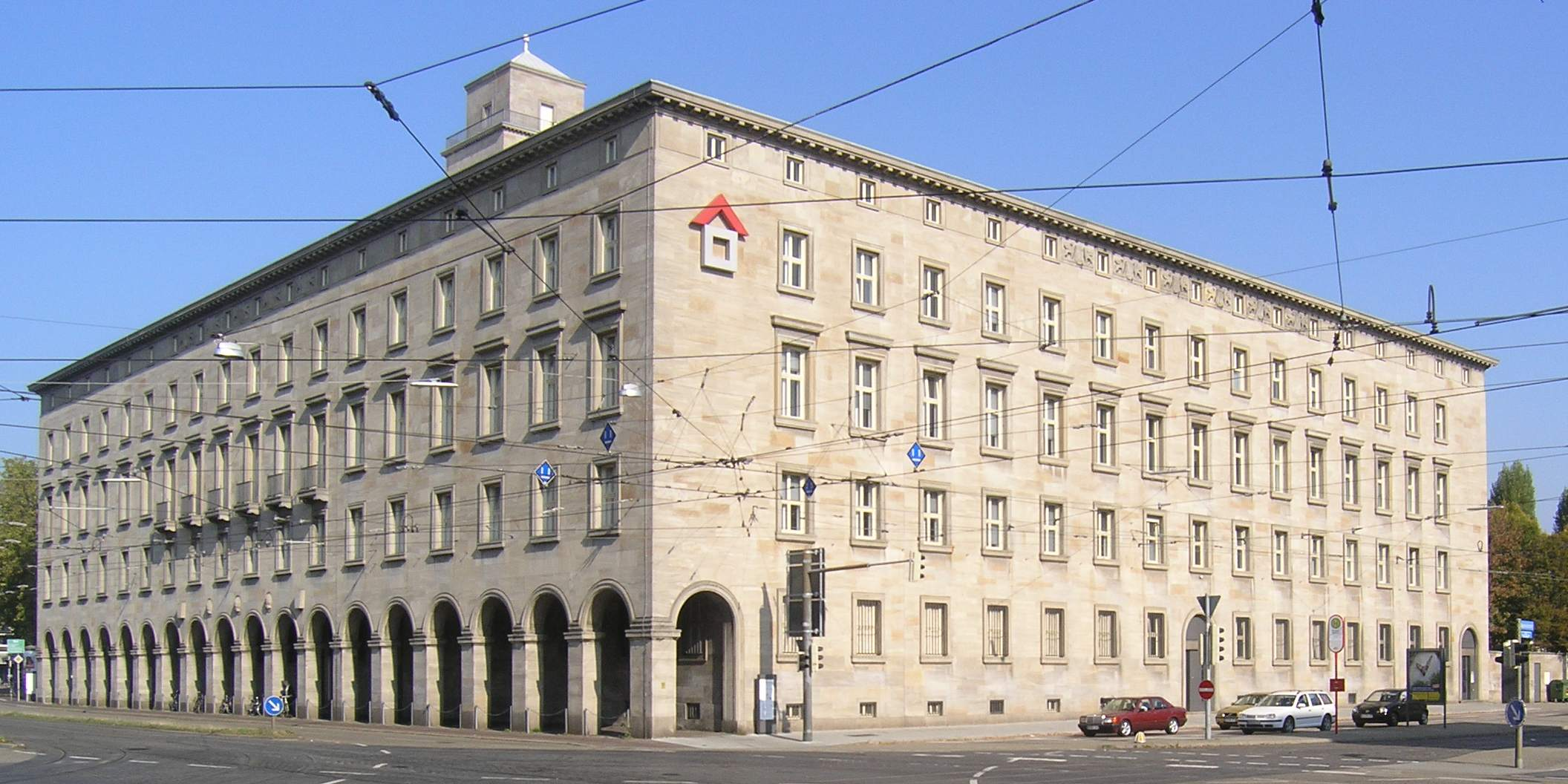
Oberpostdirektion